# Matthias Grünewald
Matthias Grünewald, vl. jménem Mathis, jako příjmení používal Neithart nebo Gothart, (kol. 1470 – 31. srpna 1528) byl významnou osobností německého renesančního malířství a představitel pozdně gotického expresívního spiritualismu.

## Život
Pocházel z Aschaffenburgu. Vyrůstal ve Würzburgu a mezi léty 1501 a 1521 vlastnil dílnu v Seligenstadtu. Většinu života strávil v Mohuči. Byl protestantem a vyznával učení Martina Luthera.
V roce 1516 se stal dvorním malířem kurfiřta Albrechta Braniborského. Působil zde i jako architekt a navrhoval kašny. Protože se stal luteránem, tak musel toto pracovní místo opustit v roce 1520.
Za zprávy o něm vděčíme J. Sandrartovi, který Grünewalda srovnával s Correggiem.
Jeho žákem byl Hans Grimmer.

## Styl
Grünewaldův styl je naturalistický i fantastický, tvary jsou neobvyklé a blíží se k renesanční malbě. V svém naturalismu se Grünewald vyžívá v detailech rozdrásaného těla Kristova, žalem znetvořené tváři Marie a Jana.
Na rozdíl od idealismu a humanismu vrcholové renesance, Grünewald používal násilí a tragédii ve světelně vysoce kontrastních oblastech. Právě tyto prvky které jsou patrné i z autorova raného díla, z něj dělají mistra individuálního stylu plně rozvinutého a patrného v jeho oltářním skvostu. Právem je považován za předchůdce expresionismu.
Používá různou intenzitu světla: plně osvíceno (Kristus vstává z mrtvých) i splývání stínů (Zvěstování). Dílo vyniká jedinečnou barevností a vynalézavostí. Neobvykle používal duhové barvy. Celek je vždy úchvatný a mohutný.
Z umělců německých nejblíže mu stojí Hans Baldung zvaný Grün, s nímž bývá zaměňován.

## Dílo
Významná část jeho tvorby zmizela, dnes je jeho obrazů zachováno pouze 13.
- Hlavní dílo je Isenheimský oltář (1513–1515), který kombinuje sochařství a malířství s dokonalým zobrazením výrazu a lidského těla v pohybu. Nyní je k vidění v museu Unterlinden v Kolmaru. Byl vytvořen na zakázku praeceptora Guida Guersiho pro hlavní oltář praeceptury antonitů v Isenheimu v Alsasku. Na křídlech tohoto skládacího oltáře jsou vyobrazeni: svatý Antonín, svatý Šebestián, řada velkých výjevů na líci a rubu jednotlivých křídel: Panna Maria oslavovaná anděly v gotické architektuře a Panna Maria jako matka s Ježíškem v náručí, na rubu jsou dva výjevy z života svatých Antonína a Pavla, Kristovo zmrtvýchvstání a Zvěstování Panně Marii a na rubu Ukřižovaní Krista s Marií a Janem. Řezba – predella na středu zobrazuje kladení Kristova těla do hrobu.
- Šedé postavy Svatého Vavřince a Cyriaka, městské museum ve Frankfurtu.
- Svatý Mořic a svatý Erazim, Pinakotéka, Mnichov.

Je mu připisováno autorství následujících děl:
- Ukřižování, kostel v Tauberbischofsheimu u Mohuče
- Oplakávání Krista v chrámu v Aschaffenburgu
- Obrazy galerie v Aschaffenburgu

## Galerie

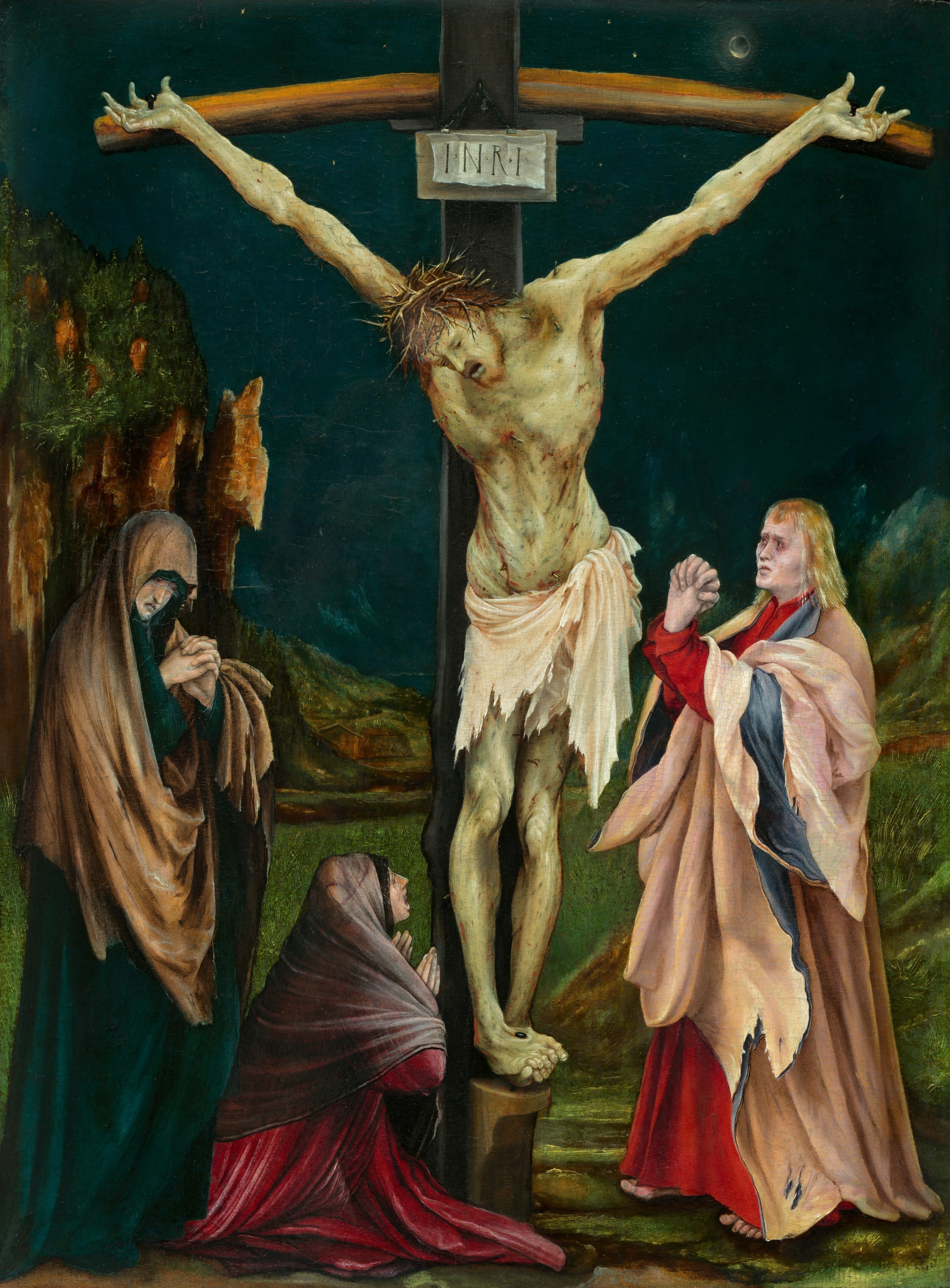
Ukřižování, desková malba, Washington, D.C., 1502.
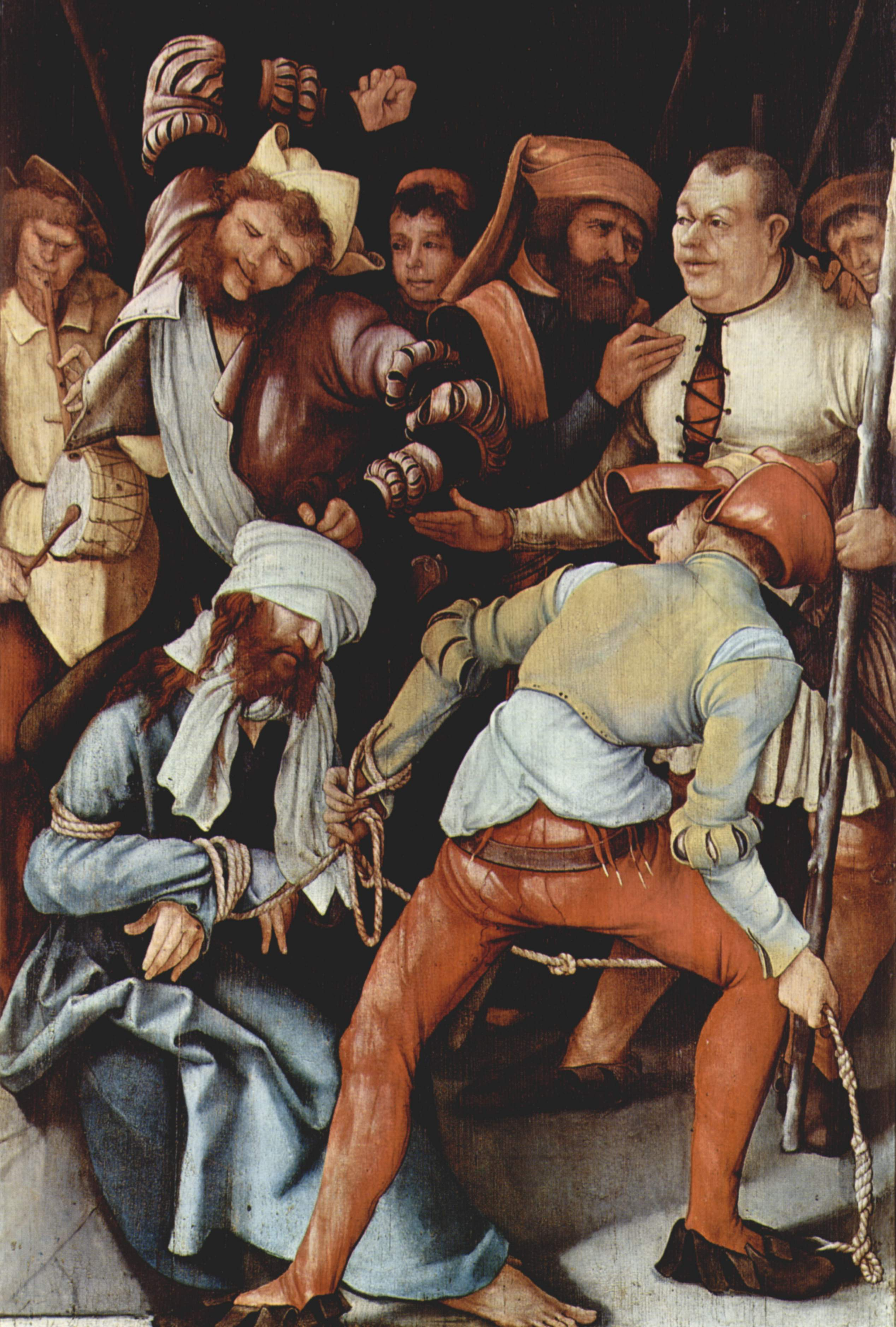
Vysmívání Krista, desková malba, Stará pinakotéka, Mnichov, 1503–1505.
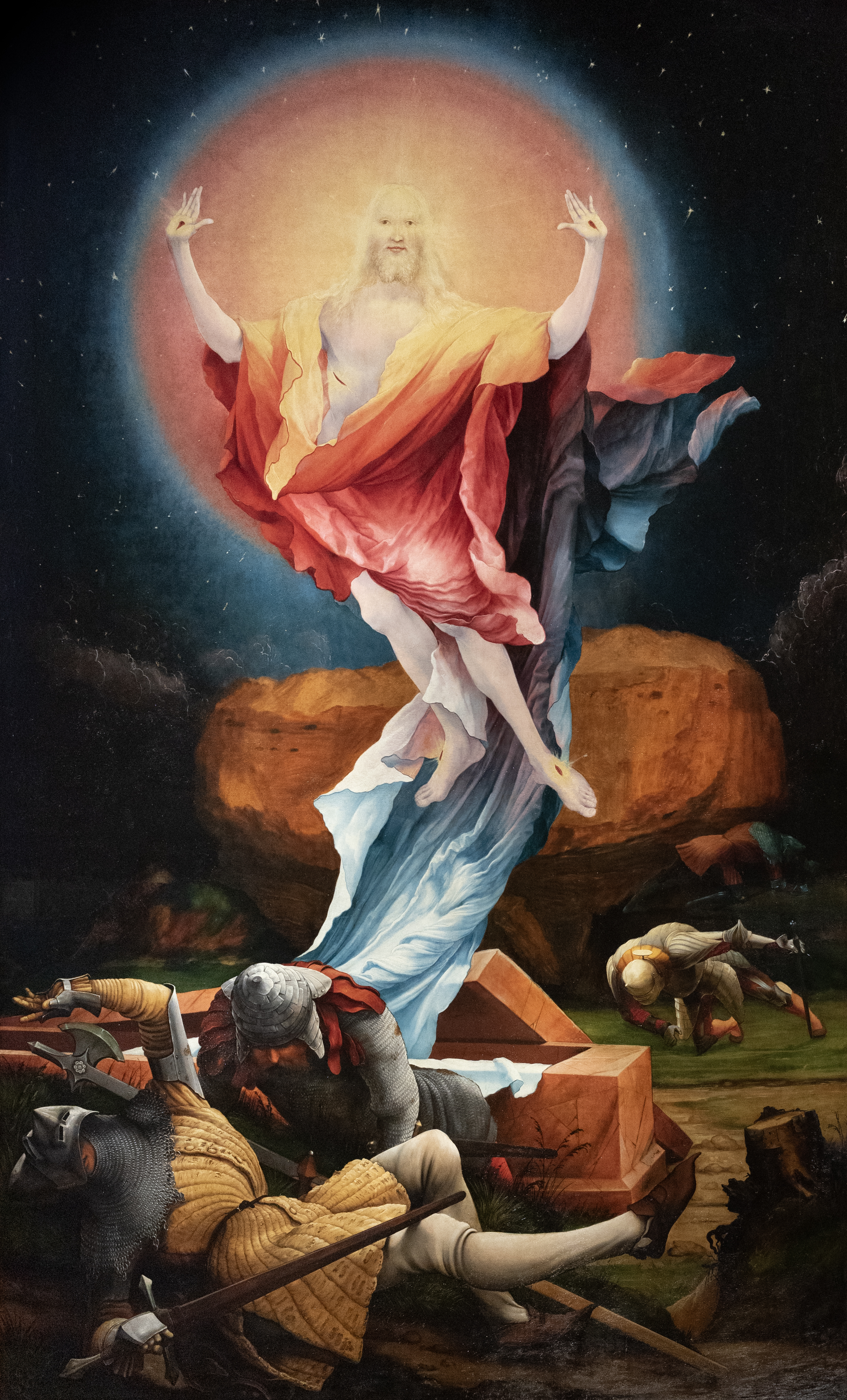
Isenheimský oltář: Zmrtvýchvstání, desková malba, Colmar, 1515.

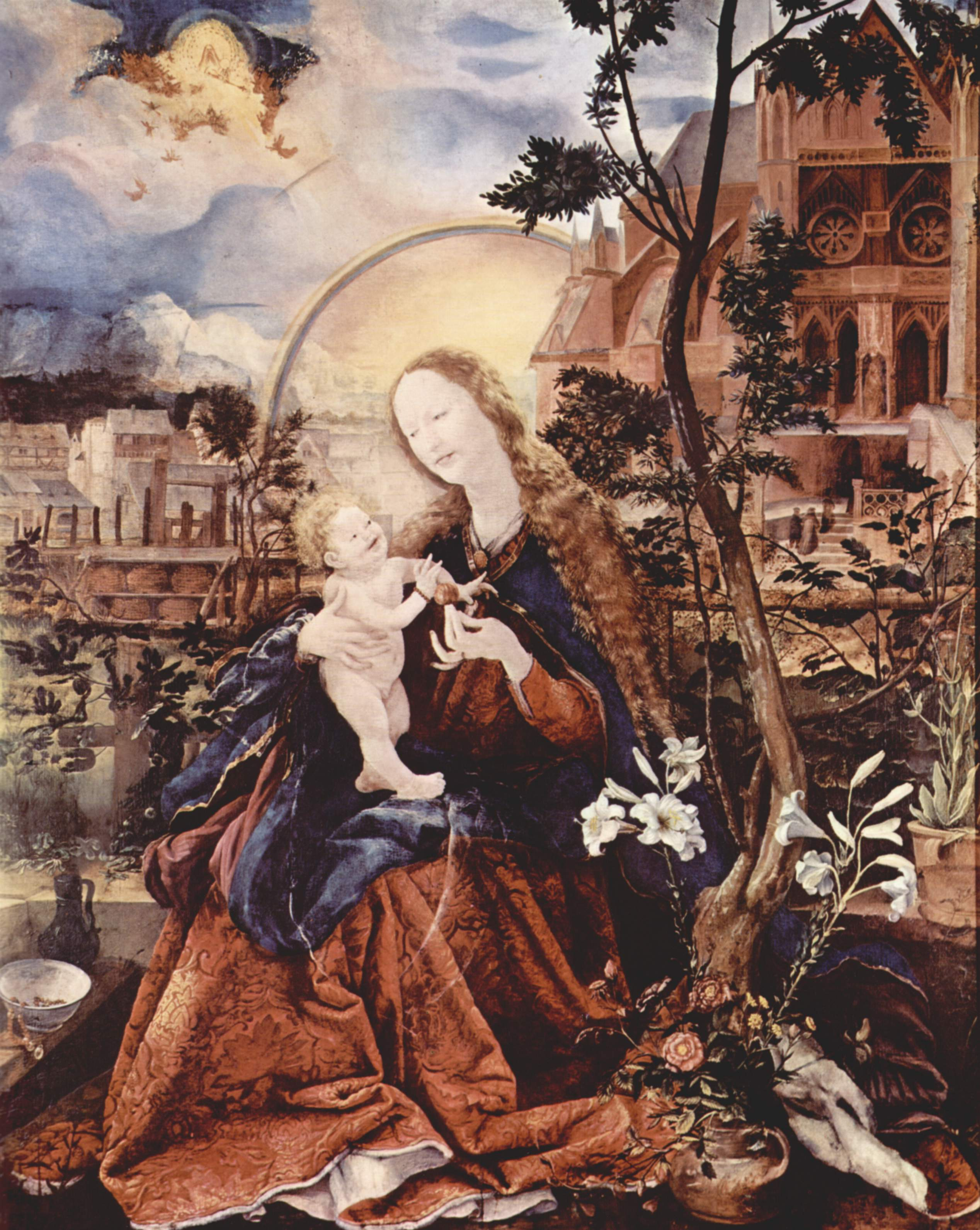
Madona, desková malba, Stuppach, 1517–1519.
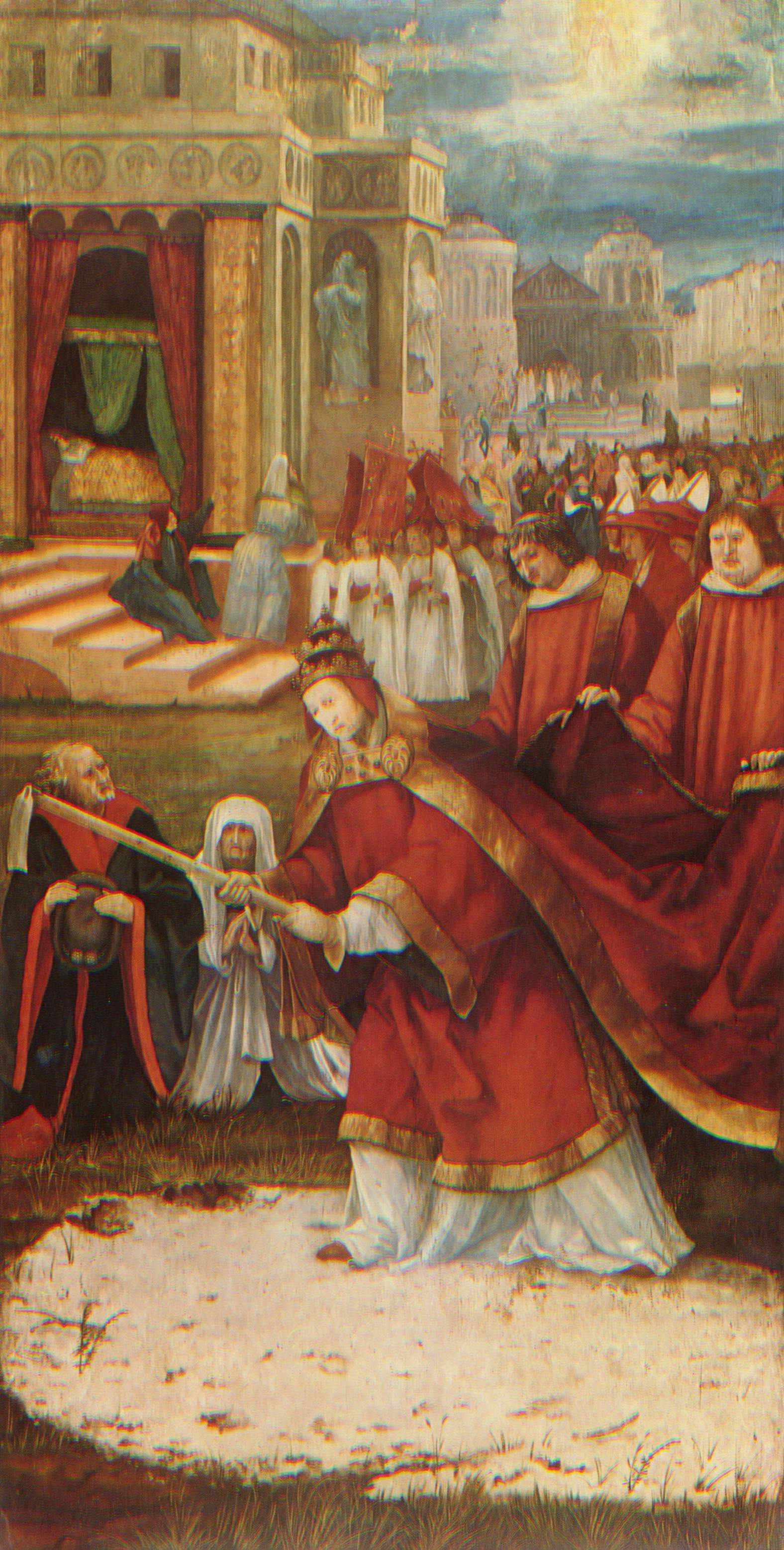
Založení chrámu Santa Maria Maggiore v Římě, 1517–1519.
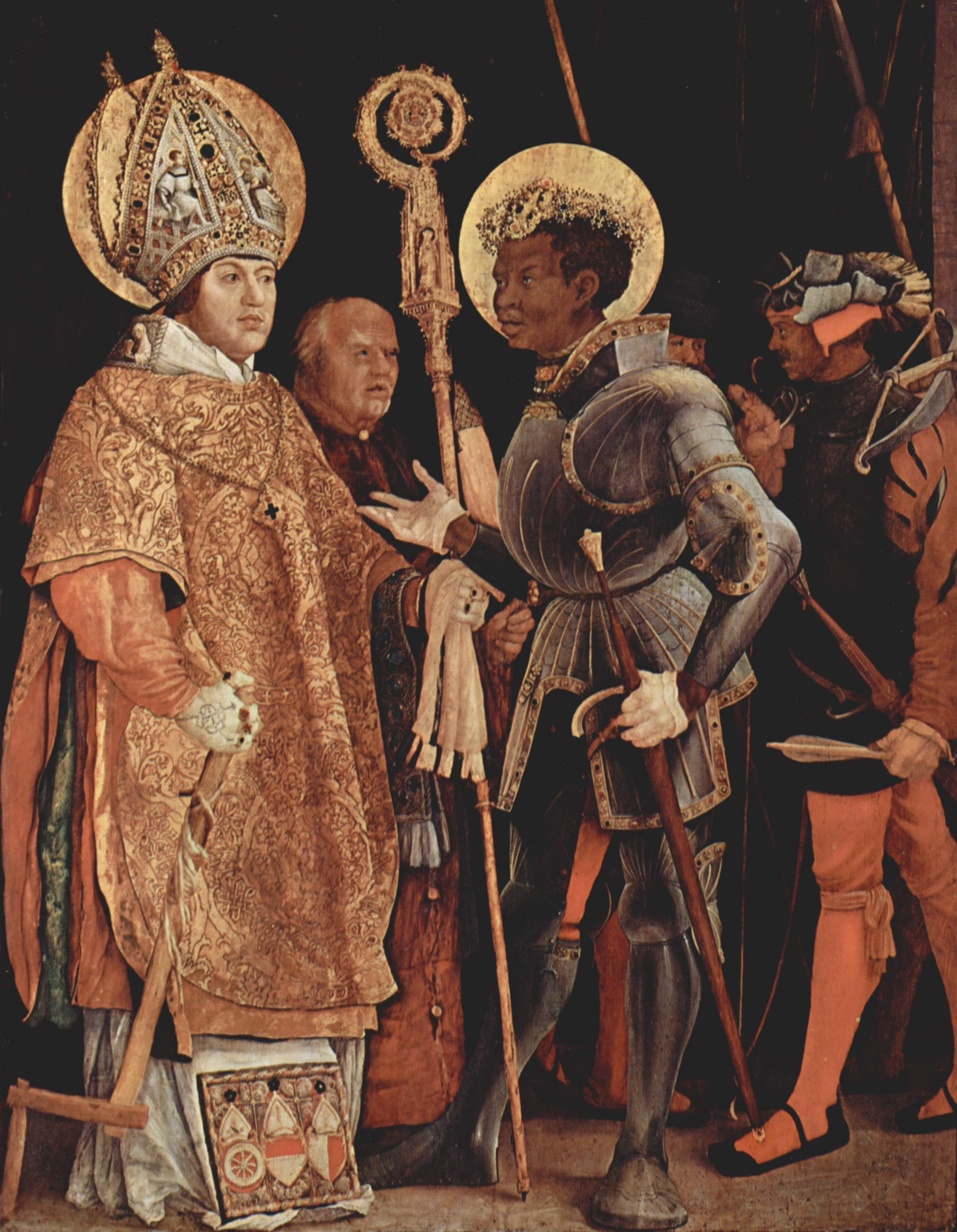
Svatý Mořic a svatý Erazim, Stará pinakotéka, Mnichov, 1517–1523.
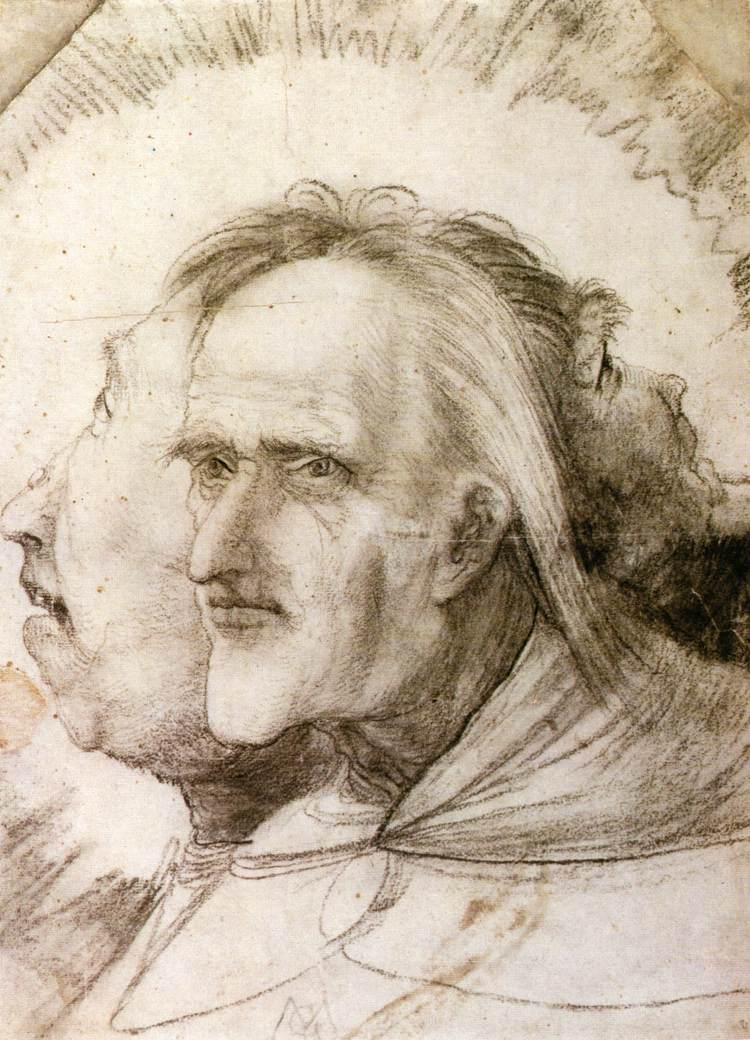
Trojitý obličej, křída na papíře, 1525.